# Par Francji
Par Francji (fr. Pair de France, od łac. par, „równy”; w starszej literaturze polskiej również „per”) – do rewolucji francuskiej tytuł honorowy wysokiej szlachty i duchowieństwa, w latach 1814–1848 tytuł członka wyższej izby parlamentu francuskiego.

## Tytuł honorowy
Słowo pochodzi z łacińskiego par, paris i oznacza etymologicznie „równy godnością”. W historii Francji pojawia się w roku 1202 w opisie przygotowań do procesu króla Anglii Jana bez Ziemi, wasala Francji z tytułu posiadania Normandii, przed sądem Filipa Augusta. Dokumenty z czasów króla Filipa III (rok 1275) obejmują w listach nadań dwunastu parów, podzielonych na parów świeckich: książąt Akwitanii, Burgundii, Normandii, hrabiów Flandrii, Szampanii i Tuluzy, oraz parów kościelnych: arcybiskupa Reims i biskupów Laon, Beauvais, Langres, Noyon i Châlons.
Od biblijnej liczby 12 parów wkrótce odstąpiono; parowie-biskupi pozostali w liczbie sześciu aż do wybuchu Rewolucji francuskiej, ale parów świeckich było wtedy już 38. Od czasów późnego średniowiecza tytuł para Francji otrzymywali najpierw tylko ważniejsi feudałowie, jak oprócz wyżej wymienionych hrabiowie Bretanii, Andegawenii czy Poitou. Książąt krwi uważano za „parów z urodzenia” (pairs nés). Z tytułem wiązały się tylko pełnione na zaszczytnym miejscu obowiązki przy pewnych ceremoniach, np. koronacji królewskiej, i przywilej – w przypadku popełnienia przestępstwa – bycia sądzonym przez równych sobie. Od początku XVII wieku tytuł nadawano także mniej znaczącym arystokratom.

## Izba Parów (1814–1848)
Po upadku Napoleona i restauracji monarchii burbońskiej zniesiono ustanowiony przez Napoleona Senat, przywrócono tytuł Para Francji i zgromadzono parów w wyższej izbie parlamentu – Izbie Parów (Chambre des Pairs), która przejęła dotychczasową rolę senatu. Liczba parów była nieograniczona, a godność, nadawana przez króla, piastowana dożywotnio. Parem można było zostać w wieku lat 25, ale prawo głosu w izbie posiadało się dopiero od 30 roku życia. Pierwsze posiedzenie Izby Parów, która posiadała 154 członków, odbyło się 4 czerwca 1814 w Pałacu Luksemburskim. W czasie krótkotrwałego ponownego panowania Napoleona, tzw. Stu Dni, cesarz zachował Izbę Parów, ale zmniejszył ich ilość do 124. Po ponownym powrocie Burbonów wprowadzono dziedziczność godności parów (zależną od łaski królewskiej) i nadano Izbie pewne uprawnienia, np. prawo sądzenia w sprawach zdrady stanu (Haute trahison, High treason, Hochverrat).
Po rewolucji roku 1830 w nowo powstałej monarchii lipcowej zachowano Izbę Parów, ale zniesiono dziedziczenie godności. Parami mianowano teraz także wysokich urzędników państwowych i bogatych mieszczan. W sierpniu 1830 roku Izba miała już 364 członków, ale 175, zapewne legitymiści lub bonapartyści, odmówiło złożenia przysięgi na wierność królowi Ludwikowi Filipowi i zawieszono ich w czynnościach. Po rewolucji 1848 roku Izba Parów przestała ostatecznie istnieć i nie została później, za II Cesarstwa, restytuowana przez Napoleona III.